# Tetraconcha longipes
Tetraconcha longipes är en insektsart som först beskrevs av Bolívar, I. 1893.  Tetraconcha longipes ingår i släktet Tetraconcha och familjen vårtbitare. Inga underarter finns listade i Catalogue of Life.